# Sara Teasdale
Sara Teasdale (8 d'agost de 1884 - 29 de gener de 1933), va ser una poeta lírica estatunidenca. Va néixer Sarah Trevor Teasdale a Saint Louis.

## Biografia
Durant la seva vida, Teasdale va tenir una salut fràgil i només a l'edat de 9 anys que va estar prou bé per començar l'escola. El 1898 se'n va anar al Mary Institute i al Hosmer Hall el 1899 on va plegar el 1903.
El 1913 Teasdale es va enamorar del poeta Vachel Lindsay, que va escriure per a ella cartes d'amor cada dia; però no obstant això es va casar amb Ernst Filsinger el 1914 quan tenia 30 anys. Ell era un ric empresari. Teasdale i Lindsay van continuar sent amics durant les seves vides.
El 1918, la seva antologia de poesia Love Songs va guanyar tres premis: el premi de la Societat de Poesia d'Universitat de Columbia, el Premi Pulitzer de poesia del 1918 per a poesia i el premi anual de la Societat de Poesia d'Amèrica.
Teasdale no va ser feliç en el seu matrimoni, i va divorciar-se l'any 1929. El 1933, va suïcidar-se amb pastilles per dormir i se l'enterra al cementiri Bellefontaine a Saint Louis. El seu amic Lindsay s'havia suïcidat dos anys abans.
El poema «There Will Come Soft Rains» de la seva antologia Flame and Shadow del 1920 va inspirar i va estar presentat en un famós conte del mateix nom per Ray Bradbury.
El 1994, se la incorporava al St. Louis Walk of Fame.

## El suïcidi de Teasdale i «I Shall Not Care»
Una llegenda urbana envolta el suïcidi de Teasdale. La llegenda afirma que el seu poema I Shall Not Care («No m'importaré»), que presenta temes d'abandonament, amargor, i contemplació de la mort, va ser escrit com una nota de suïcidi per a un antic amant. Tanmateix, el poema de fet es va publicar per la primera vegada a la seva antologia del 1915 Rivers to the Sea, més de 18 anys abans del seu suïcidi.

## Obres
- Flame and Shadow
- Helen of Troy and Other Poems
- Love Songs
- Rivers to the Sea